# Penaeopsis
Penaeopsis is een geslacht van kreeftachtigen uit de klasse van de Malacostraca (hogere kreeftachtigen).

## Soorten
- Penaeopsis balssi Ivanov & Hassan, 1976
- Penaeopsis challengeri de Man, 1911
- Penaeopsis eduardoi Pérez Farfante, 1977
- Penaeopsis intermedia
- Penaeopsis jerryi Pérez Farfante, 1979
- Penaeopsis mclaughlinae Crosnier, 2006
- Penaeopsis rectacuta (Spence Bate, 1881)
- Penaeopsis serrata Spence Bate, 1881